# 巴尔布·卡塔尔久

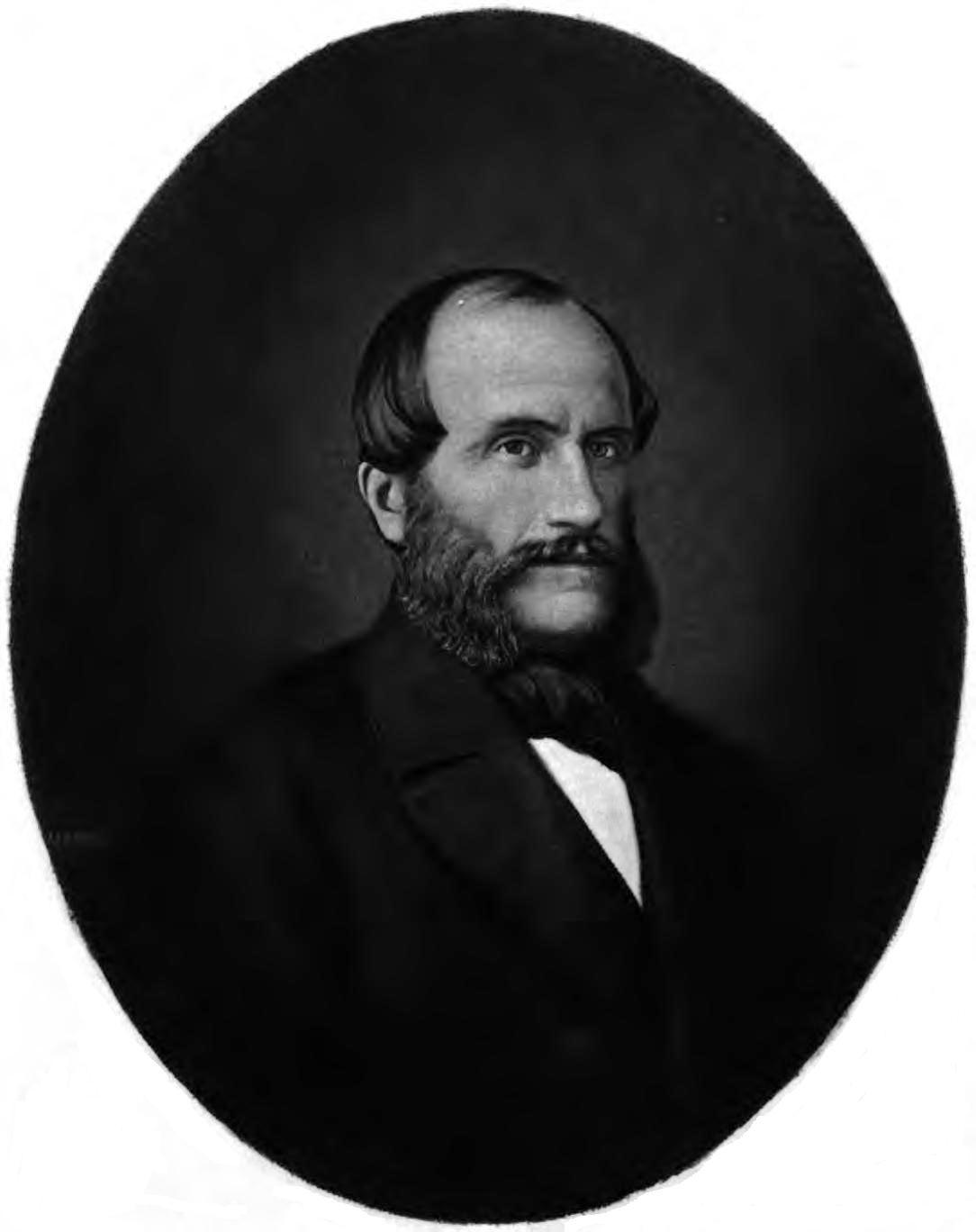

巴尔布·卡塔尔久（罗马尼亚语：Barbu Catargiu，1807年 - 1862年），罗马尼亚政治人物，立场保守。1862年，担任罗马尼亚首任总理，同年6月20日，卡塔尔久被杀。

## 生平
1807年10月，生于罗马尼亚首都布加勒斯特。1862年6月20日，卡塔尔久被枪杀。警方一直未能找到凶手。卡塔尔久遇刺后，保守党缺乏一个强有力的领导人；不久之后，保守党政府被尼古拉·克雷楚列斯库取代。